# Kellermeister

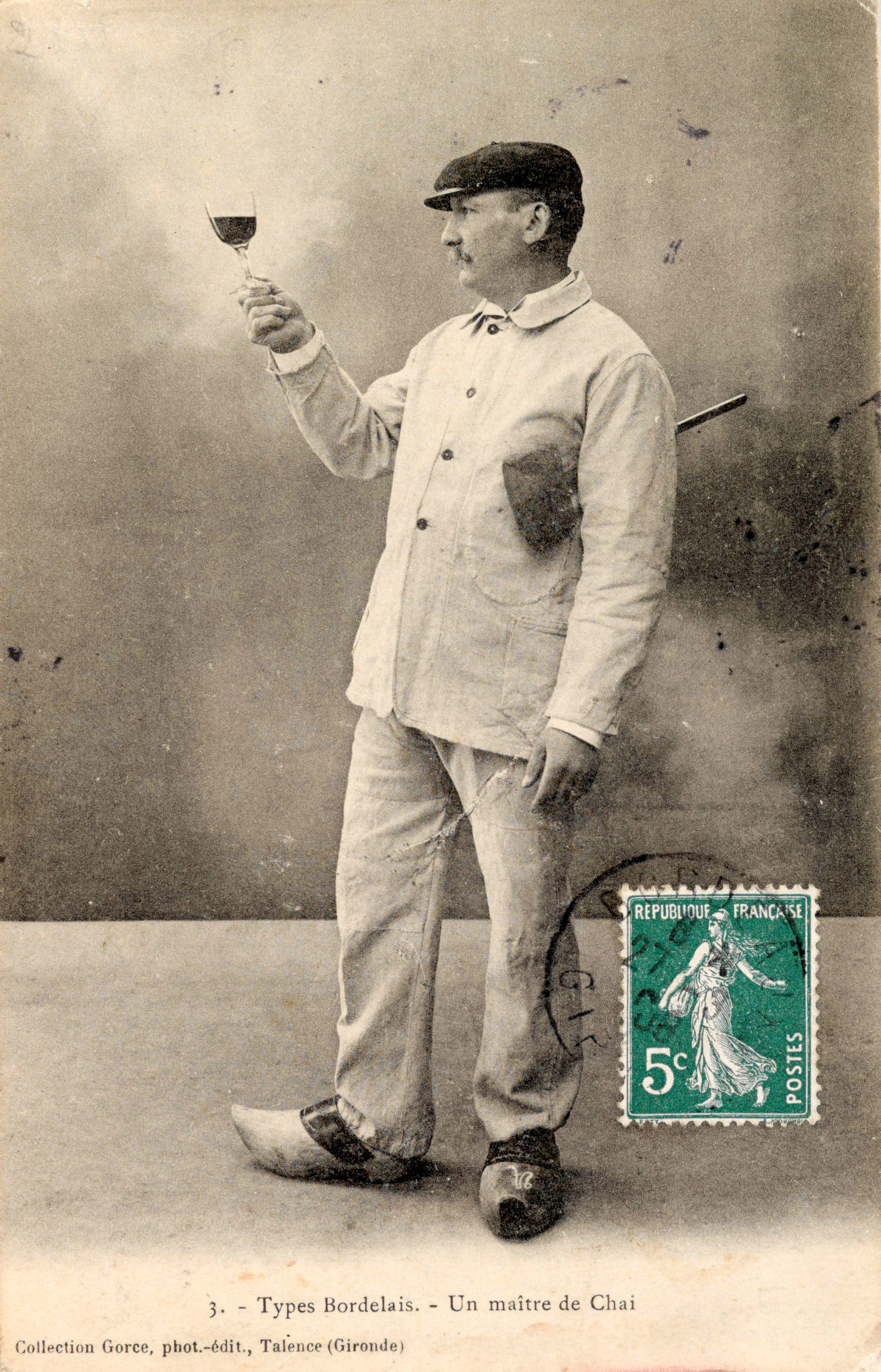
Kellermeister in Frankreich (Ansichtskarte aus der Zeit zwischen 1900 und 1905)

Der Kellermeister, heute auch Weinmacher (engl.: winemaker) genannt, ist eine qualifizierte, technische Führungskraft. Sein Handlungsschwerpunkt liegt in der Führung von Arbeitsgruppen oder Abteilungen in Kellereibetrieben.
Zulassungsvoraussetzung zur Kellermeisterprüfung ist eine mit Erfolg abgelegte Abschlussprüfung in einem anerkannten Ausbildungsberuf in der Kellerwirtschaft, wie Weinküfer oder Weinhandelsküfer
oder Weinbautechnik und in der Regel eine ein- oder mehrjährige Berufspraxis.
Die Weinbereitung oder Vinifikation ist der Punkt, an dem der natürliche Vorgang der Gärung mit dem Blick auf ein gewünschtes Endprodukt gestaltet und gesteuert wird. Der Kellermeister ist derjenige, der die dazu erforderlichen Entscheidungen trifft. Ihm obliegt die Führung der Weinkellerei als Produktions- oder Betriebsleiter. Neben den damit verbundenen Verwaltungs- und Managementarbeiten gehören zu seinen wesentlichen Tätigkeiten die Traubenbearbeitung und Traubenverarbeitung, der Ausbau sowie die Pflege und Verarbeitung der Weine. Er stellt die fachgerechte Verarbeitung der Trauben sicher, überwacht den Gärprozess sowie die Maßnahmen zur Qualitätsverbesserung des Weines und führt in allen Ausbaustufen – vom Rohstoff, den Trauben, bis hin zum versand- und verkaufsfertigen Wein – Qualitätskontrollen durch.
Das Berufsbild des Weinmachers, eines freien Spezialisten, entstand in den 1970er Jahren in Kalifornien und Australien. Er ist im Gegensatz zum Kellermeister nicht mehr an einen Erzeuger gebunden, sondern berät als Selbständiger eine Reihe von Winzern und Erzeugern. Sein berühmtester Vertreter ist der Australier Kym Milne, der als „fliegender Weinmacher“ bekannt wurde und in der ganzen Welt tätig ist, ein anderer ist der spanische Önologe Juan Mora, der hauptsächlich auf Mallorca Winzer in der Weinbaukultur berät. Ein talentierter Weinmacher kann aus gewöhnlichen Sorten ordentliche Weine gewinnen und produziert aus erstklassigem Material fabelhafte Weine. Daher ist der Erzeuger ein besserer Hinweis auf die Qualität eines Weins als die Rebsorte oder die Region. 
- Abweichende Berufsbezeichnung der DDR: Meister/in - Spirituosen, Wein, alkoholfreie Getränke
- Englische Berufsbezeichnung: Master wine cellarman/cellarwoman
- Französische Berufsbezeichnung: Maître caviste oder Mâitre de chai